# Ilyoplax philippinensis
Ilyoplax philippinensis is een krabbensoort uit de familie van de Dotillidae. De wetenschappelijke naam van de soort is voor het eerst geldig gepubliceerd in 1914 door Rathbun.